# دوري سان مارينو 2000–01
دوري سان مارينو 2000–01 (بالإيطالية: Campionato Dilettanti 2000-2001)‏ هو الموسم 16 من  دوري سان مارينو. أشرف على تنظيمه اتحاد سان مارينو لكرة القدم، وكان عدد الأندية المشاركة فيه  15، وفاز فيه S.S. Cosmos ‏.